# 盐城城墙
盐城城墙，位于中国江苏省盐城市。盐城城墙可上溯到宋朝时期，1939年日军入侵为方便疏散人员拆除。盐城城墙原址现为盐城市环城西路，环城北路，迎宾路（环城北路至南城河路一段），南城河路（迎宾路至解放路一段），环城南路，滨河路（新西门路至环城西路一段，准确讲在今金鹰楼下）。
根据《盐城县志》，唐以前，盐城久无城邑。宋绍兴至乾道元年，修固土城。明永乐十六（1418）年，为防御倭寇骚扰，开始改建砖城，砖城城墙高、宽均为2丈3尺，周长7里67丈。城池东西长2里108丈，南北长2里90丈。城头上设有城垛，垛中有一方孔，供防卫、射箭之用。此城墙奠定了明清时期盐城古城厢格局，城墙内范围目前仍然为盐城市中心位置。
抗日战争初期，盐城屡遭日机轰炸。盐城古城厢基本被损毁，为便于疏散人员，民国盐城县政府通知各区派工，于1939年4月拆除全部城墙。盐城城墙至此消失。